# Saison 2016-2017 du Brest Bretagne Handball
Maillots
Chronologie
2015-2016 2017-2018
Dernière mise à jour : 4 juin 2017.
La saison 2016-2017 du Brest Bretagne Handball est la cinquième saison de son histoire depuis sa relégation administrative, la première en Ligue Féminine de Handball. Promu en LFH, Brest entame également la première campagne européenne de son histoire avec une participation à la coupe EHF.
Le Brest Bretagne remporte le titre honorifique de vice-champion de France après son échec en finale du championnat contre Metz Handball. Sur la scène européenne, le club est éliminé en quarts de finale de la coupe EHF par Rostov, futur vainqueur de la compétition.

## Transferts et mouvements d'effectif
| Joueuse            | Poste          | Provenance/Destination | Durée  |
|                    |                | Arrivées               |        |
| Marie Prouvensier  | Ailière droite | Cercle Dijon Bourgogne | 2 ans  |
| Astride N'Gouan    | Pivot          | Toulon Saint-Cyr       | 2 ans  |
| Cléopâtre Darleux  | Gardienne      | OGC Nice               | 2 ans  |
| Allison Pineau     | Demi-centre    | HCM Baia Mare          | 2 ans  |
| Melinda Geiger     | Arrière droite | HCM Baia Mare          | 2 ans  |
|                    |                | Départs                |        |
| Daniela Pereira    | Gardienne      | Saint-Amand-les-Eaux   | ?      |
| Élodie Manach      | Demi-centre    | Congé maternité        | 1 an   |
| Nely Carla Alberto | Arrière gauche | Chambray Tourraine     | 2 ans  |
| Léa Marie-Joseph   | Pivot          | Saint-Grégoire Rennes  | ?      |
| Juliette Le Maire  | Ailière droite | Études                 | Études |
|                    |                | Prolongations          |        |

Les nouvelles recrues sous les couleurs du Brest Bretagne Handball
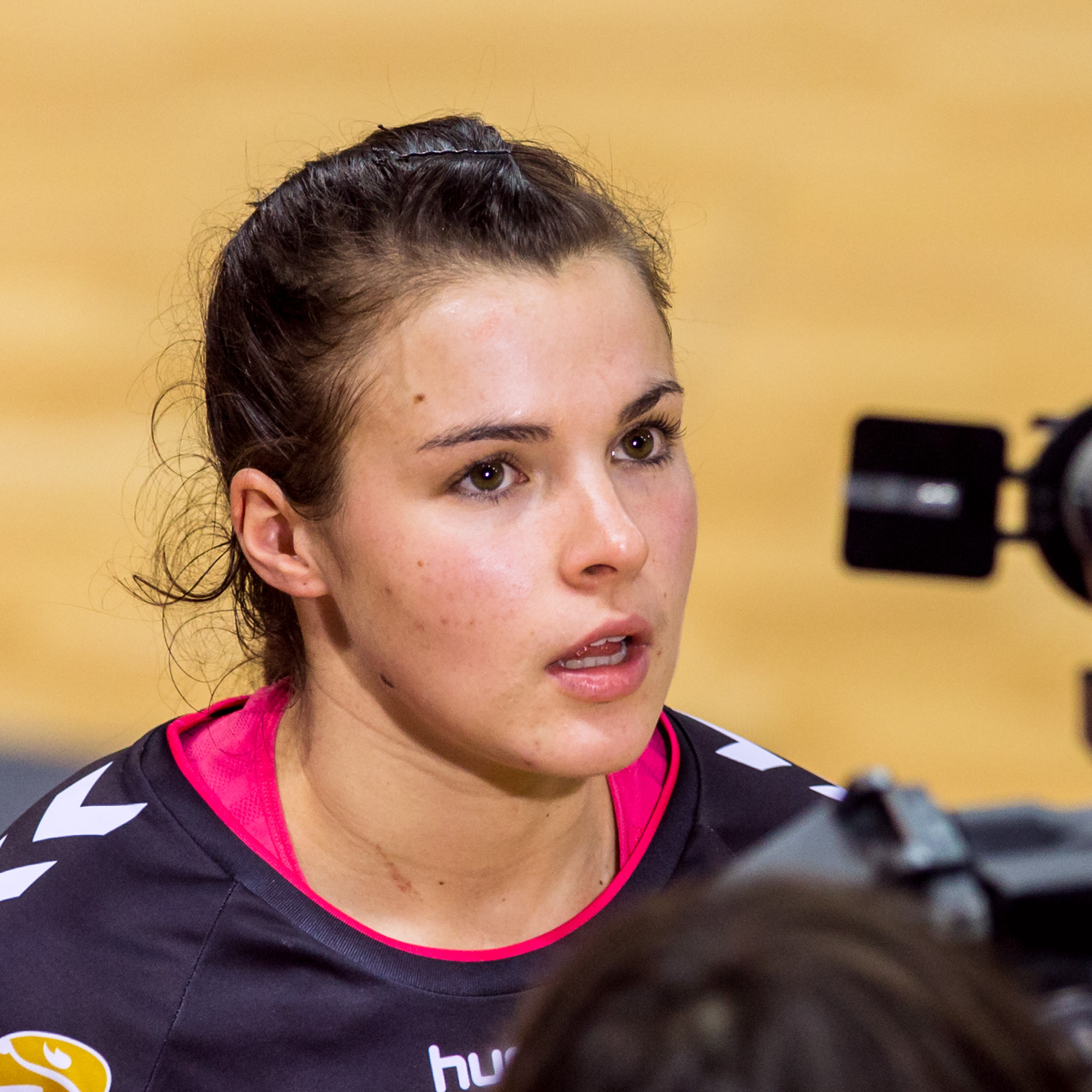
Marie Prouvensier
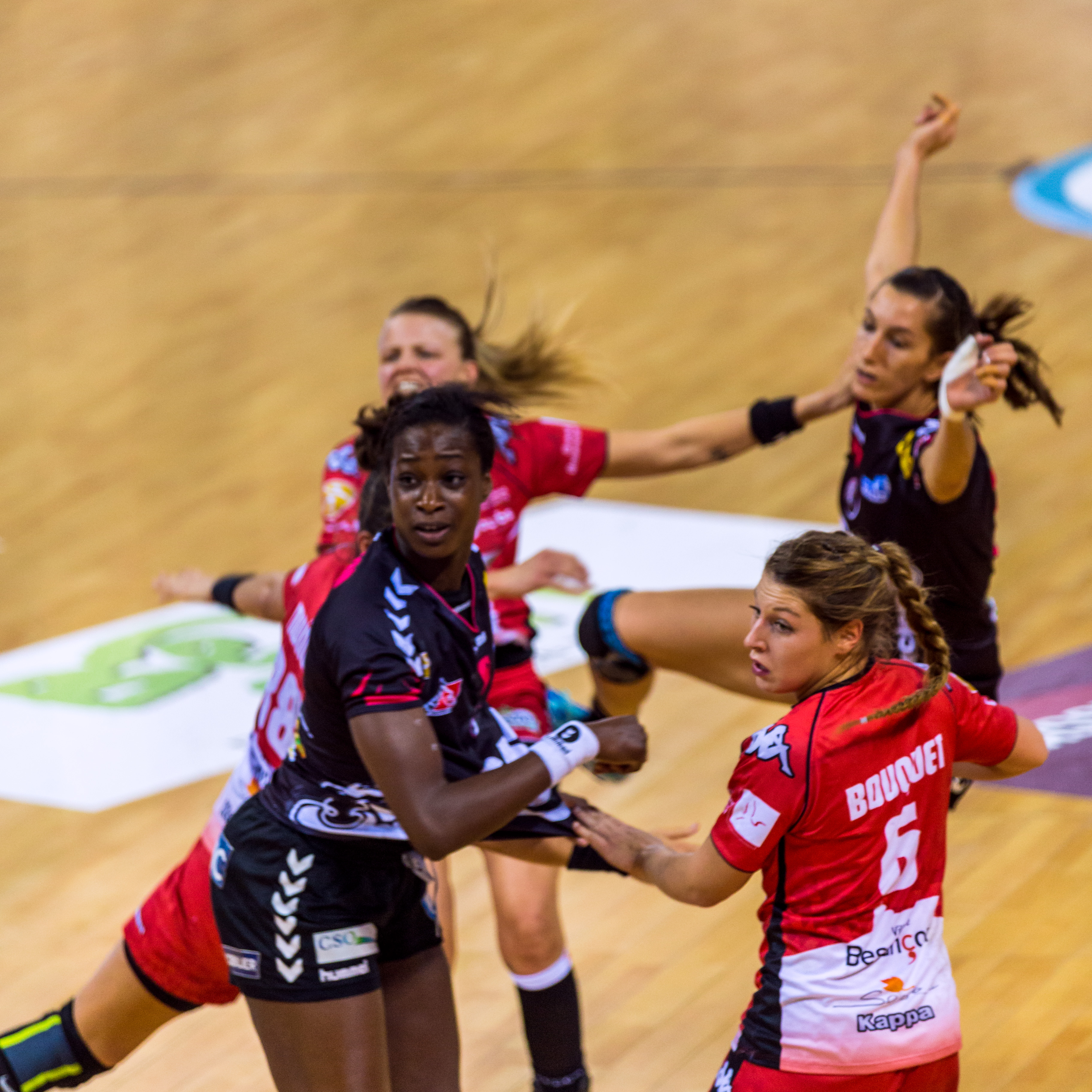
Astride N'Gouan
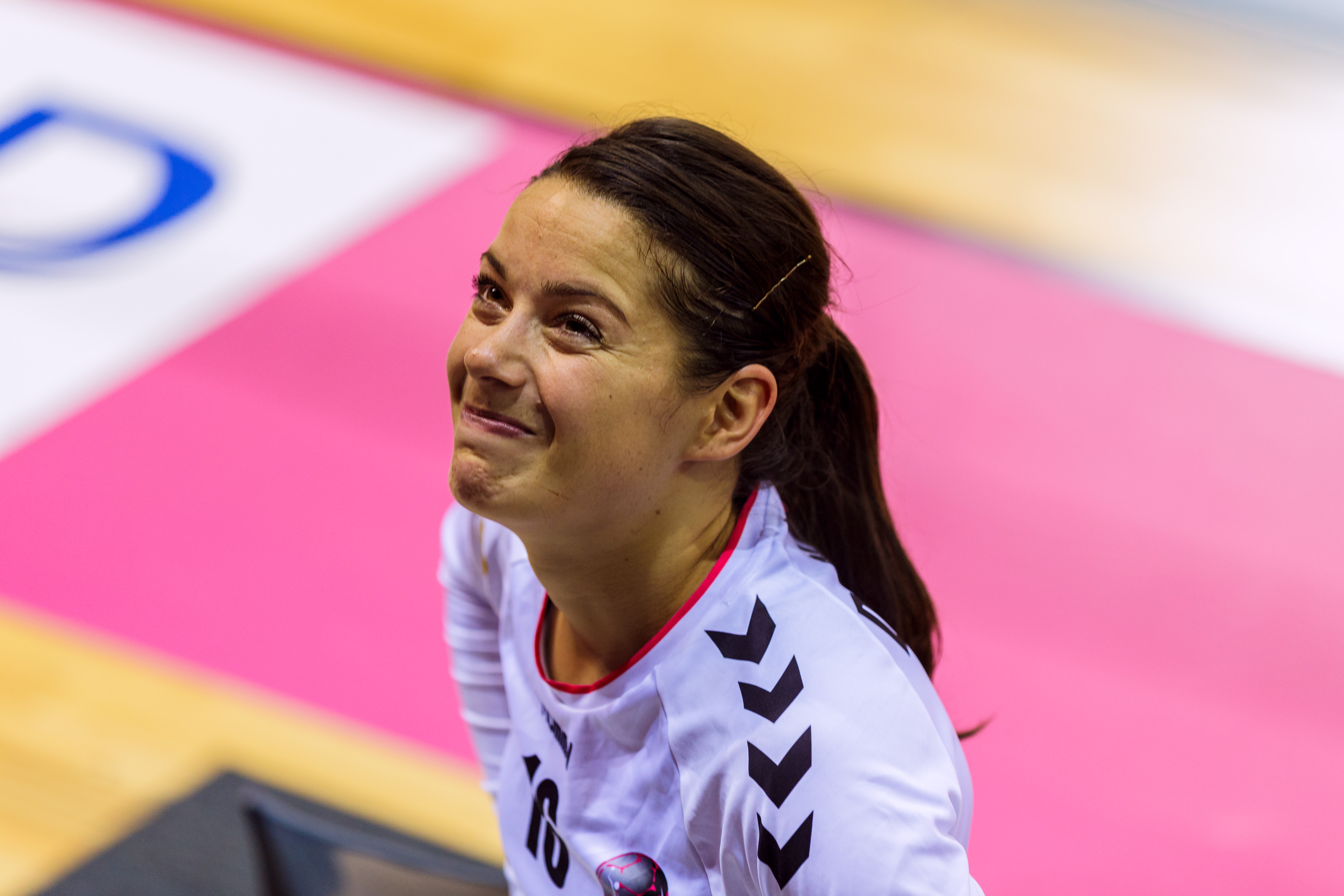
Cléopâtre Darleux
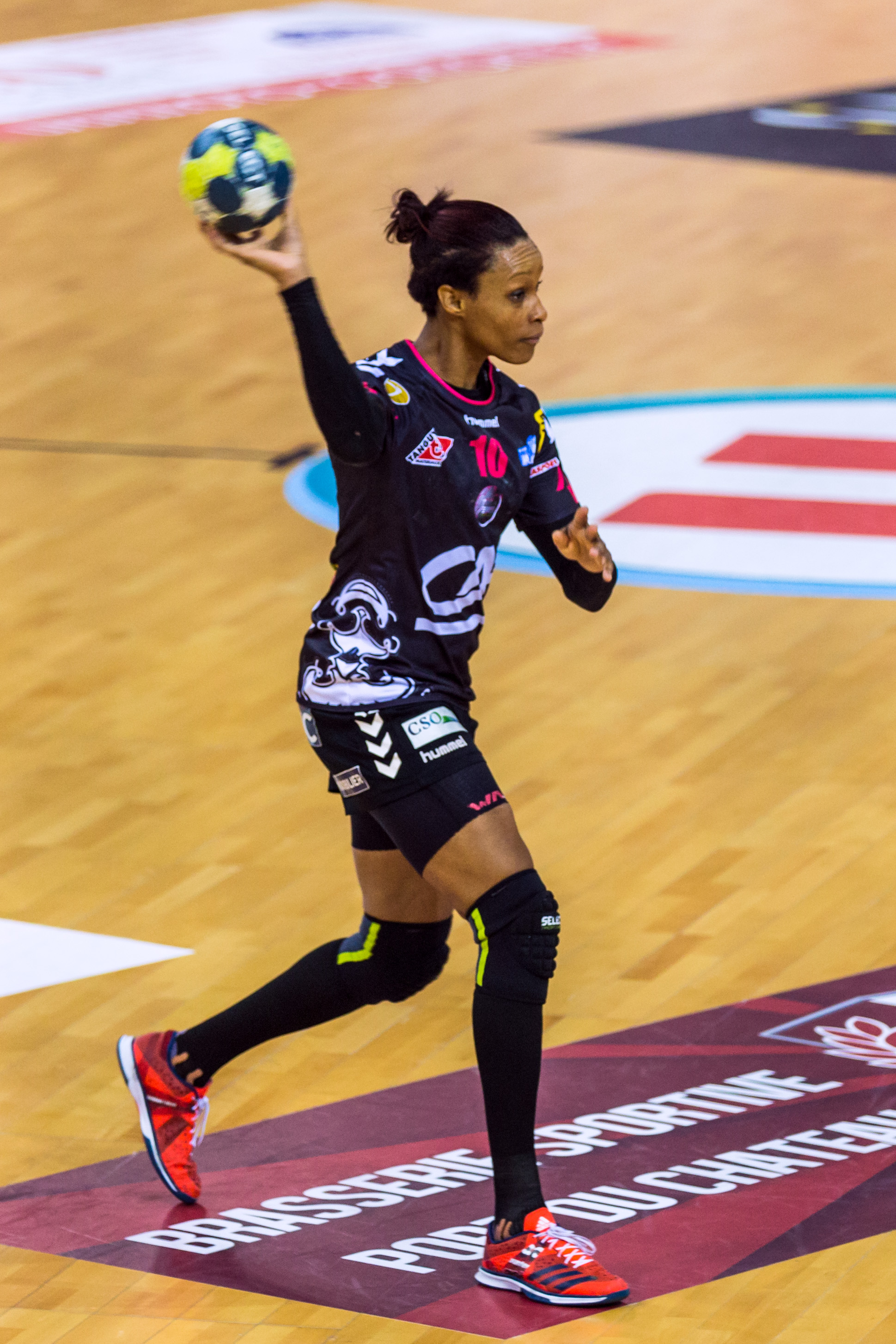
Allison Pineau

## Résumé de la saison
Vainqueur de la coupe de France 2016, le BBH participe pour la toute première fois à une compétition européenne, la coupe EHF, deuxième échelon européen. Ainsi, le 10 septembre 2016 à la Brest Arena, pour le premier match européen de leur histoire, les brestoises s'imposent contre les portugaises de Madère dans le cadre du premier tour qualificatif. S'ensuivent cinq victoires consécutives contre Madère, Volgograd et Bera Bera, permettant à Brest d'atteindre la phase de groupe de la compétition. Versées dans la poule B, Brest termine à la deuxième place derrière le Kuban Krasnodar avec un total de trois victoires, deux matches nuls et une défaite, devant Fehérvár et le HC Leipzig. Les brestoises sont éliminées de la compétition au stade des quarts de finale par les russes de Rostov-Don, qui remportent le trophée quelques semaines plus tard.
Dans le cadre du championnat de France de première division, Brest termine la saison régulière à la troisième place, derrière Metz et Issy Paris, avec un bilan de treize victoires et sept défaites. La phase aller est une réussite pour les brestoises qui, malgré deux revers, se classent deuxièmes à mi-saison et sont notamment les seules sur l'ensemble de la saison à faire tomber le Metz Handball (21-22, 6e journée), champion de France en titre. Individuellement, Marion Limal, puis Cléopâtre Darleux sont élues respectivement joueuses du mois de septembre et d'octobre. Toutefois, éliminées de la coupe EHF, les brestoises accusent le coup lors des matches retour et concèdent cinq revers en dix rencontres et redescendent à la troisième place du podium. En avril, Cléopâtre Darleux est de nouveau élue joueuse du mois.
Trois jours avant d'aborder les playoffs, les bretonnes sont éliminées en demi-finale de la coupe de France, dont elles étaient les tenantes du titre, dans la salle d'Issy Paris. Après avoir éliminé Chambray en quart de finale des playoffs, Brest, troisième de la saison régulière, prend sa revanche et domine Issy Paris en demi-finale. Les brestoises échouent deux semaines plus tard en finale contre le Metz Handball et remportent le titre honorifique de vice-championnes de France.

## Effectif
Légende : les âges indiqués sont ceux au 1er septembre 2016.

## Résultats de la saison

### Championnat

#### Détail des matchs

##### Saison régulière
| Journée                       | Date       | Club recevant              | Score   | Club visiteur              | Classement (sur 12) | Points |
| ----------------------------- | ---------- | -------------------------- | ------- | -------------------------- | ------------------- | ------ |
| MATCHS ALLER                  |            |                            |         |                            |                     |        |
| J1                            | 14.09.2016 | Brest BH                   | 21 – 22 | OGC Nice                   | 7e                  | 1      |
| J2                            | 21.09.2016 | HBC Celles-sur-Belle       | 26 – 34 | Brest BH                   | 5e                  | 4      |
| J3                            | 24.09.2016 | Brest BH                   | 31 – 23 | Cercle Dijon Bourgogne     | 3e                  | 7      |
| J4                            | 30.09.2016 | Nantes Loire Atlantique HB | 20 – 26 | Brest BH                   | 1er                 | 10     |
| J5                            | -          | Brest BH                   | –       | exempt                     | 5e                  | 10     |
| J6                            | 26.10.2016 | Metz Handball              | 21 – 22 | Brest BH                   | 3e                  | 13     |
| J7                            | 29.10.2016 | Brest BH                   | 25 – 20 | Issy Paris Hand            | 2e                  | 16     |
| J8                            | 04.11.2016 | Chambray Touraine          | 23 – 22 | Brest BH                   | 4e                  | 17     |
| J9                            | 16.11.2016 | Brest BH                   | 24 – 21 | ES Besançon                | 3e                  | 20     |
| J10                           | 11.01.2017 | Brest BH                   | 25 – 17 | Toulon Saint-Cyr           | 2e                  | 23     |
| J11                           | 25.01.2017 | Fleury Loiret              | 22 – 24 | Brest BH                   | 2e                  | 26     |
| MATCHS RETOUR                 |            |                            |         |                            |                     |        |
| J12                           | 01.02.2017 | OGC Nice                   | 22 – 17 | Brest BH                   | 1er                 | 27     |
| J13                           | 15.02.2017 | Brest BH                   | 29 – 23 | HBC Celles-sur-Belle       | 1er                 | 30     |
| J14                           | 18.02.2017 | Cercle Dijon Bourgogne     | 21 – 28 | Brest BH                   | 1er                 | 33     |
| J15                           | 22.02.2017 | Brest BH                   | 29 – 20 | Nantes Loire Atlantique HB | 1er                 | 36     |
| J16                           | -          | Brest BH                   | –       | exempt                     | 2e                  | 36     |
| J17                           | 22.03.2017 | Brest BH                   | 28 – 29 | Metz Handball              | 2e                  | 37     |
| J18                           | 25.03.2017 | Issy Paris Hand            | 24 – 23 | Brest BH                   | 3e                  | 38     |
| J19                           | 08.03.2017 | Brest BH                   | 22 – 23 | Chambray Touraine          | 3e                  | 39     |
| J20                           | 01.04.2017 | ES Besançon                | 20 – 26 | Brest BH                   | 3e                  | 42     |
| J21                           | 14.04.2017 | Toulon Saint-Cyr           | 13 – 25 | Brest BH                   | 3e                  | 45     |
| J22                           | 23.04.2017 | Brest BH                   | 24 – 27 | Fleury Loiret              | 3e                  | 46     |
| Légende: Victoire Nul Défaite |            |                            |         |                            |                     |        |

##### Playoffs
| Tour            | Opposant            | Aller      | Aller    | Retour     | Retour   | Cumulé  |
| --------------- | ------------------- | ---------- | -------- | ---------- | -------- | ------- |
| Quart de finale | 6 Chambray Touraine | 29.04.2017 | 28 - 21* | 06.05.2017 | 32* - 21 | 60 - 42 |
| Demi-finale     | 2 Issy Paris Hand   | 13.05.2017 | 21* - 23 | 19.05.2017 | 31 - 23* | 52 - 46 |
| Finale          | 1 Metz Handball     | 31.05.2017 | *21 - 22 | 03.06.2017 | 23 - 25* | 44 - 47 |

| Légende : * équipe recevant, victoire, match nul, défaite. |

### Coupe EHF

#### Tours qualificatifs
| Tour     | Opposant            | Aller      | Aller    | Retour     | Retour   | Cumulé  | Rapports                            |
| -------- | ------------------- | ---------- | -------- | ---------- | -------- | ------- | ----------------------------------- |
| 1er tour | Madeira Andebol SAD | 10.09.2016 | 30* - 16 | 17.09.2016 | 31 - 18* | 61 - 34 | Feuille de match · Feuille de match |
| 2e tour  | HC Dinamo Volgograd | 22.10.2016 | 29 - 25* | 23.10.2016 | 31* - 26 | 60 - 51 | Feuille de match · Feuille de match |
| 3e tour  | Balonmano Bera Bera | 12.11.2016 | 25 - 20* | 19.11.2016 | 23* - 19 | 48 - 39 | Feuille de match · Feuille de match |

| Légende : * équipe recevant, victoire, match nul, défaite. |

#### Phase de groupe
| Journée                       | Date       | Club recevant    | Score   | Club visiteur    | Classement (sur 4) | Points | Rapport          |
| ----------------------------- | ---------- | ---------------- | ------- | ---------------- | ------------------ | ------ | ---------------- |
| MATCHS ALLER                  |            |                  |         |                  |                    |        |                  |
| J1                            | 07.01.2017 | HC Leipzig       | 16 – 35 | Brest BH         | 1er                | 2      | Feuille de match |
| J2                            | 14.01.2017 | Brest BH         | 27 – 21 | Kouban Krasnodar | 1er                | 4      | Feuille de match |
| J3                            | 22.01.2017 | Fehérvár KC      | 25 – 25 | Brest BH         | 1er                | 5      | Feuille de match |
| MATCHS RETOUR                 |            |                  |         |                  |                    |        |                  |
| J4                            | 29.01.2017 | Brest BH         | 21 – 21 | Fehérvár KC      | 1er                | 6      | Feuille de match |
| J5                            | 05.02.2017 | Brest BH         | 23 – 20 | HC Leipzig       | 1er                | 8      | Feuille de match |
| J6                            | 12.02.2017 | Kouban Krasnodar | 25 – 20 | Brest BH         | 2e                 | 8      | Feuille de match |
| Légende: Victoire Nul Défaite |            |                  |         |                  |                    |        |                  |

Classement sur 4 équipes
|   | Équipe                  | Pts | J | G | N | P | Bp  | Bc  | Diff |
| - | ----------------------- | --- | - | - | - | - | --- | --- | ---- |
| 2 | Brest Bretagne Handball | 8   | 6 | 3 | 2 | 1 | 150 | 127 | 23   |

Brest est qualifié pour les quarts de finale.

#### Phase finale
| Tour            | Opposant   | Aller      | Aller    | Retour     | Retour   | Cumulé  | Rapports                            |
| --------------- | ---------- | ---------- | -------- | ---------- | -------- | ------- | ----------------------------------- |
| Quart de finale | Rostov-Don | 04.03.2017 | 21* - 26 | 11.03.2017 | 19 - 28* | 40 - 54 | Feuille de match · Feuille de match |

| Légende : * équipe recevant, victoire, match nul, défaite. |

### Coupe de France
| Entrée en lice en 8e de finale |            |                 |         |                           |
| 8e de finale                   | 04.01.2017 | Brest BH        | 37 – 16 | Saint-Amand-les-Eaux (D2) |
| Quart de finale                | 08.04.2017 | Brest BH        | 22 – 20 | Nantes LAH                |
| Demi-finale                    | 26.04.2017 | Issy Paris Hand | 26 – 19 | Brest BH                  |
| Légende: Victoire Nul Défaite  |            |                 |         |                           |

## Statistiques

### Individuelles
| Joueuse | Joueuse                 | Championnat de France | Championnat de France | Championnat de France | Coupe EHF | Coupe EHF | Coupe EHF | Coupe de France | Coupe de France | Coupe de France | Totaux | Totaux | Totaux |
| Joueuse | Joueuse                 | MJ                    |                       | BPM                   | MJ        |           | BPM       | MJ              |                 | BPM             | MJ     |        | BPM    |
| ------- | ----------------------- | --------------------- | --------------------- | --------------------- | --------- | --------- | --------- | --------------- | --------------- | --------------- | ------ | ------ | ------ |
| 1       | Déborah Dangueuger (GB) | 17                    | 0                     | 0,0                   | 12        | 0         | 0,0       | 2               | 0               | 0,0             | 31     | 0      | 0,0    |
| 3       | Alicia Toublanc         | 14                    | 19                    | 1,4                   | 14        | 15        | 1,1       | 2               | 2               | 1,0             | 30     | 36     | 1,2    |
| 4       | Amandine Tissier        | 21                    | 30                    | 1,4                   | 11        | 18        | 1,6       | 3               | 6               | 2,0             | 35     | 54     | 1,5    |
| 5       | Melinda Geiger          | 24                    | 69                    | 2,9                   | 13        | 39        | 3,0       | 2               | 5               | 2,5             | 39     | 113    | 2,9    |
| 6       | Alice Durand            | 24                    | 37                    | 1,5                   | 12        | 22        | 1,8       | 3               | 4               | 1,3             | 39     | 63     | 1,6    |
| 7       | Gaëlle Le Hir           | 21                    | 32                    | 1,5                   | 12        | 15        | 1,3       | 3               | 5               | 1,7             | 36     | 52     | 1,4    |
| 8       | Maud-Éva Copy           | 26                    | 43                    | 1,7                   | 14        | 37        | 2,6       | 3               | 2               | 0,7             | 43     | 82     | 1,9    |
| 9       | Astride N'Gouan         | 24                    | 54                    | 2,3                   | 14        | 23        | 1,6       | 2               | 3               | 1,5             | 40     | 80     | 2,0    |
| 10      | Allison Pineau          | 26                    | 94                    | 3,6                   | 14        | 46        | 3,3       | 3               | 6               | 2,0             | 43     | 146    | 3,4    |
| 12      | Amandine Le Bellec      | 0                     | 0                     | -                     | 3         | 0         | 0,0       | 0               | 0               | -               | 3      | 0      | 0,0    |
| 14      | Camille Rassinoux       | 3                     | 1                     | 0,3                   | 5         | 1         | 0,2       | 1               | 0               | 0,0             | 9      | 2      | 0,2    |
| 15      | Axelle Iziquel          | 3                     | 0                     | 0,0                   | 5         | 1         | 0,2       | 0               | 0               | -               | 8      | 1      | 0,1    |
| 16      | Cléopâtre Darleux (GB)  | 25                    | 1                     | 0,0                   | 14        | 1         | 0,1       | 2               | 0               | 0,0             | 41     | 2      | 0,0    |
| 17      | Marie Prouvensier       | 25                    | 50                    | 2,0                   | 12        | 21        | 1,8       | 2               | 8               | 4,0             | 39     | 79     | 2,0    |
| 18      | Nabila Tizi             | 11                    | 8                     | 0,7                   | 14        | 11        | 0,8       | 2               | 0               | 0,0             | 27     | 19     | 0,7    |
| 22      | Agathe Quiniou (GB)     | 2                     | 0                     | 0,0                   | 0         | 0         | -         | 0               | 0               | -               | 2      | 0      | 0,0    |
| 24      | Stéphanie N'Tsama Akoa  | 26                    | 80                    | 3,1                   | 13        | 39        | 3,0       | 3               | 11              | 3,7             | 42     | 130    | 3,1    |
| 32      | Anaïs Adelin (GB)       | 2                     | 0                     | 0,0                   | 3         | 0         | 0,0       | 1               | 0               | 0,0             | 6      | 0      | 0,0    |
| 77      | Marion Limal            | 23                    | 50                    | 2,2                   | 12        | 29        | 2,4       | 3               | 9               | 3,0             | 38     | 88     | 2,3    |
| 91      | Marine Desgrolard       | 17                    | 11                    | 0,6                   | 13        | 16        | 1,2       | 2               | 7               | 3,5             | 32     | 34     | 1,1    |
| 99      | Marta Mangué            | 20                    | 86                    | 4,3                   | 7         | 25        | 3,6       | 2               | 10              | 5,0             | 29     | 121    | 4,2    |

### Collectives
| Statistiques générales      | LFH  | EHF  | CDF   | Global |
| --------------------------- | ---- | ---- | ----- | ------ |
| Victoires                   | 16   | 9    | 2     | 27     |
| Matches nuls                | 0    | 2    | 0     | 2      |
| Défaites                    | 10   | 3    | 1     | 14     |
| % victoires                 | 61,5 | 64,3 | 66,7  | 62,8   |
| Victoires domicile          | 7    | 5    | 2     | 14     |
| % victoires domicile        | 53,8 | 71,4 | 100,0 | 63,7   |
| Victoires extérieur         | 9    | 4    | 0     | 13     |
| % victoires extérieur       | 69,2 | 57,1 | 0,0   | 61,9   |
| Max. victoires consécutives | 5    | 8    | 2     | 8      |
| Max. défaites consécutives  | 3    | 3    | 1     | 5      |

| Statistique    | Championnat de France | Championnat de France | Coupe EHF | Coupe EHF | Coupe de France | Coupe de France | Tot   | Moy  |
| Statistique    | Tot                   | Moy                   | Tot       | Moy       | Tot             | Moy             | Tot   | Moy  |
| -------------- | --------------------- | --------------------- | --------- | --------- | --------------- | --------------- | ----- | ---- |
| Buts marqués   | 661                   | 25,4                  | 360       | 25,7      | 78              | 26,0            | 1 099 | 25,6 |
| Buts encaissés | 572                   | 22,0                  | 306       | 21,9      | 62              | 20,7            | 940   | 21,9 |
| Cartons jaunes | 113                   | 4,3                   | 39        | 2,8       | 7               | 2,3             | 159   | 3,7  |
| Suspensions    | 59                    | 2,3                   | 42        | 3,0       | 9               | 3,0             | 110   | 2,6  |

| Records                | Championnat de France | Championnat de France | Coupe EHF | Coupe EHF         | Coupe de France | Coupe de France      |
| Records                | Stat                  | Adversaire            | Stat      | Adversaire        | Stat            | Adversaire           |
| ---------------------- | --------------------- | --------------------- | --------- | ----------------- | --------------- | -------------------- |
| Plus large victoire    | 25 - 13               | Toulon                | 35 - 16   | Leipzig           | 37 - 16         | Saint-Amand-les-Eaux |
| Plus large défaite     | 17 - 22               | Nice                  | 19 - 28   | Rostov-Don        | 19 - 26         | Issy Paris           |
| Maximum buts marqués   | 34                    | Celles-sur-Belle      | 35        | Leipzig           | 37              | Saint-Amand-les-Eaux |
| Maximum buts encaissés | 28                    | Metz Handball         | 28        | Rostov-Don        | 26              | Issy Paris           |
| Minimum buts marqués   | 17                    | Nice                  | 19        | Rostov-Don        | 19              | Issy Paris           |
| Minimum buts encaissés | 13                    | Toulon                | 16        | Madère et Leipzig | 16              | Saint-Amand-les-Eaux |

## Affluence

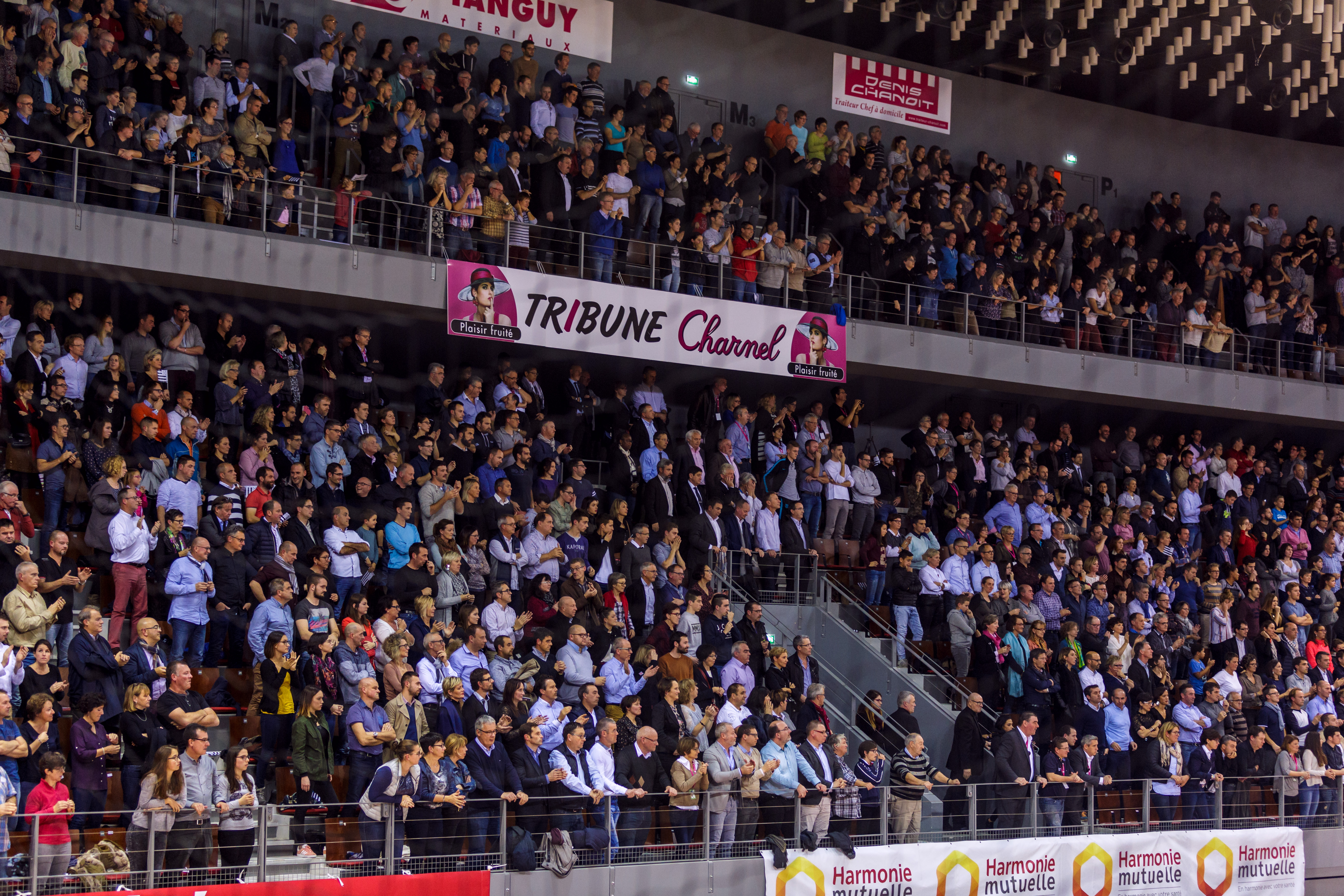
Spectateurs debout en tribune.

Le trait rose indique l'affluence moyenne de tous les matches introduits dans le graphique et le trait gris supérieur représente la capacité maximale d'accueil de la salle, soit 4 077 places. Ce graphique ne tient pas compte des deux rencontres délocalisées à La Cimenterie de Landerneau (Finistère) contre le HC Dinamo Volgograd dans le cadre du troisième tour qualificatif à la coupe EHF, ni de la rencontre de Coupe de France contre le Handball Club Saint-Amand-les-Eaux Porte du Hainaut jouée à la salle Salle Marcel-Cerdan (Brest).
Affluence du Brest Bretagne Handball à la Brest Arena
| Rencontres délocalisées |                                       |                 |                      |           |
| Date                    | Salle (Ville)                         | Compétition     | Adversaire           | Affluence |
| 21.10.16                | La Cimenterie (Landerneau, Finistère) | Coupe EHF       | HC Dinamo Volgograd  | 1 060     |
| 22.10.16                | La Cimenterie (Landerneau, Finistère) | Coupe EHF       | HC Dinamo Volgograd  | 1 221     |
| 04.01.17                | Marcel Cerdan (Brest, Finistère)      | Coupe de France | Saint-Amand-les-Eaux | 350       |

## Palmarès et distinctions individuelles

### Distinctions individuelles
- Joueuse du mois de LFH
  -  Marion Limal : septembre
  -  Cléopâtre Darleux (2) : octobre et avril
- Distinctions de fin de saison
  - Meilleure défenseuse :  Stéphanie N'Tsama Akoa
  - Meilleure recrue :  Allison Pineau
  - Meilleur public de France